# Schela, Gorj
Schela là một xã thuộc hạt Gorj, România. Dân số thời điểm năm 2002 là 2022 người.